# ∞1
「∞1」（インフィニティイチ）は、日本のロックバンド・Do As Infinityの21作目のシングル。

## 概要
- 前作「TAO」から約3年11ヶ月ぶりにして、アルバム『ETERNAL FLAME』からの先行シングル及び初のクワトロA面シングル。シングルとしては再結成後最初の作品でもある[1][2]。
- クワトロA面シングルのため、カップリング曲やインストゥルメンタルバージョンは未収録となった。カップリング曲が未収録となったのは「For the future」以来2作ぶり、インストゥルメンタルバージョンが未収録となったのはメジャーデビューから初となった。クワトロA面シングルはスタッフの提案で、大渡亮が感じていた「表題曲とカップリング曲を分けるとカップリング曲が位置付け的に寂しい」のを無くす目的があったという[3]。
- 表題3曲目はテレビ東京系列『激走!GT』のエンディングテーマに使用された。
- 「真実の詩」以来7作ぶりに複数形態でない単数形態で発売された。
- オリコンチャート初登場10位を獲得。「For the future」以来2作ぶりにトップ10入りを果たした。

## 収録曲
1. 生まれゆくものたちへ [4:37]
作詞：Kano Inoue、Junya Urushino
作曲：Yoshihiro Suda
編曲：Seiji Kameda
今後のDo Asに相応しい楽曲を選定するなかで、制作スタッフから一番勧められた楽曲であり、かつ伴都美子と大渡亮も同意し暗黙の了解で今作の1曲目となった。伴によると歌詞は誕生や生命がテーマとなっているが、これはデモの段階から完成されていたという[3]。
2. メラメラ [3:35]
作詞：Kano Inoue、ZENTA
作曲：ZENTA
編曲：Seiji Kameda
この楽曲も歌詞はデモの段階からこの内容だったという。大渡はこの楽曲について「初挑戦的な感じ」と語っている[3]。
3. Timeless [4:26]
作詞：ZENTA、Tomiko Van
作曲：ZENTA
編曲：Seiji Kameda
疾走感のあるメジャーセブンスコードで構成された楽曲[3]。
4. Let's get together at a-nation [4:26]
作詞：Kano Inoue
作曲：Yoshihiro Suda
編曲：Seiji Kameda
タイトルに『a-nation』が引用されているが、最初からイベントのための曲にすると決まっていた訳ではなく、制作を進めていく上でこの形になったという[3]。

## 参加ミュージシャン
Do As Infinity
- 伴都美子：Vocal & Chorus (全曲)
- 大渡亮：Guitar (全曲)

Support Musician
- 亀田誠治：Bass (#1,3)
- 河村"カースケ"智康：Drums (#1,3)
- 皆川真人：Piano (#1)
- 金原グループ：Strings (#2)
- 飯田高広：Programming (#2)
- 中山信彦：Programming (#4)

## タイアップ
- TBS系列スポーツ中継番組『2009年バレーボール・ワールドリーグ』テーマソング (#2)
- テレビ東京系列情報番組『激走!GT』2009年3月〜2010年3月度エンディングテーマ (#3)

## 収録アルバム
- ETERNAL FLAME (#1,2)
- The Best of Do As Infinity (#1,3)
- 2 of Us [BLUE] -14 Re:SINGLES- (#1 2 of Us)
- Do The B-side 2 (#3,4)
- Do The Complete (#1)